# Maximilien Strauch
 Maximilien Strauch (Lomprez, 4 octobre 1829 - Beez, 7 juin 1911) est un général belge, administrateur-général de l'État indépendant du Congo. Il est un proche collaborateur et conseiller du roi Léopold II qui le nomme secrétaire général de l'Association internationale africaine (1878), secrétaire du Comité d'Études du Haut-Congo (1878) et président de l'Association internationale du Congo (23 février au 1er juillet 1885).

## Biographie
Maximilien Charles Ferdinand Strauch, né à Lomprez dans la province de Luxembourg le 4 octobre 1829, est le fils d'Antoine Strauch, gendarme, et d'Henriette Frérotte. Il épouse Léocadie Barbier le 12 mai 1863.
Il s'engage dans l'armée belge le 1er avril 1847, est promu sous-lieutenant dans l'infanterie en juin 1853 et nommé aide de camp du général Gauchin en 1857. Il suit l'enseignement de l'Université libre de Bruxelles et est promu capitaine. Il passe la suite de sa carrière militaire dans l'intendance. En juillet 1870, il est attaché au ministère de la Guerre et, le 8 octobre 1876, y est nommé sous-directeur avec le grade de colonel.
Le 15 novembre 1878, il succède au baron Léonard Greindl comme secrétaire général de l'Association Internationale Africaine (A.I.C.) organisation créée par le roi Léopold II composée d'experts internationaux ayant pour objet la découverte de l'Afrique centrale. Il devient peu après président du Comité d'Études du Haut-Congo, organisation commerciale chargée de l'organisation des expéditions d'exploration en Afrique. En novembre 1884 à la conférence de Berlin, le roi Léopold II obtient, au nom de l'A.I.C., 2 344 000 km2 de territoire qui constituera l'État indépendant du Congo.
En 1885, Strauch passe dès lors à temps plein au service de l'État Indépendant du Congo et de son souverain le roi Léopold II. Il était à ce moment intendant en chef dans l'armée belge et se met en congé sans solde. En février 1885, c'est Strauch qui signe comme président de l'Association internationale du Congo les documents déclarant que celle-ci adhère à la reconnaissance du nouvel État. Quelques semaines plus tard, Strauch renonce en faveur du roi Léopold II à tous les droits de souveraineté acquis en Afrique par la dite Association dont l'État indépendant du Congo prenait ouvertement la succession,.
En mai 1885, il est nommé par le roi administrateur-général de l'État indépendant du Congo pour les affaires intérieures (avec Hubert Van Neuss et Edmond van Eetvelde) . Tout était alors à organiser dans le nouvel état concernant l'administration et les ressources. D'autres questions restaient à résoudre :  en 1886, la délimitation de la frontière avec la France sur l'Ubangi et la poussée belliqueuse des Mahdistes sur le Nil. À cela s'ajoute la situation financière problématique du roi Léopold II contraint d'engager toutes ses ressources en vue de l'équipement de l'État nouveau, notamment de ses chemins de fer.
Lorsque le roi Léopold II impose en 1888 des mesures économiques monopolistiques visant à renflouer ses caisses, Strauch choisit de démissionner de son poste d'administrateur-général de l'État indépendant du Congo pour les affaires intérieures. Il manifeste ainsi sa désapprobation vis-à-vis des dispositions visant à réserver à l'État Indépendant du Congo le monopole de l'exploitation et la vente de l'ivoire et du caoutchouc au détriment des Congolais,. Le 15 décembre 1888, il reprend sa place à l'intendance de l'armée après avoir été nommé général et aide de camp du roi Léopold II. Il prend sa pension de l'armée le 13 décembre 1884 et assume jusqu'en 1904 ses fonctions d'aide de camp du roi.
À la suite de son décès à Beez le 7 juin 1911, il est inhumé au cimetière de Beez le 9 juin 1911.

## Distinctions
- Grand officier de l'ordre de Léopold.
- Grand officier de l'ordre de l'Étoile africaine en 1910 (État indépendant du Congo).
- Commandeur de la Légion d'honneur (France).
- Commandeur de l'ordre des Saints-Maurice-et-Lazare (Italie).

## Articles
- "Au sujet du voyage des éléphants", in: Bulletin de la Société Royale de Géographie, 1879-1880, p. 216
- "Au sujet du choix de Karéma", in: Bulletin de la Société Royale de Géographie, 1879-1880, p. 39